# Дейтон (Індіана)
Дейтон (англ. Dayton) — місто (англ. town) в США, в окрузі Тіппікану штату Індіана. Населення — 1330 осіб (2020).

## Географія
Дейтон розташований за координатами 40°22′33″ пн. ш. 86°46′29″ зх. д. / 40.37583° пн. ш. 86.77472° зх. д. (40.375846, -86.774635).  За даними Бюро перепису населення США в 2010 році місто мало площу 2,76 км², уся площа — суходіл.

## Демографія
Згідно з переписом 2010 року, у місті мешкало 1420 осіб у 536 домогосподарствах у складі 398 родин. Густота населення становила 515 осіб/км².  Було 565 помешкань (205/км²).
Расовий склад населення:
| - 95,4 % — білих - 0,9 % — чорних або афроамериканців - 0,6 % — корінних американців - 0,2 % — азіатів - 1,1 % — осіб інших рас |

До двох чи більше рас належало 1,8 %. Частка іспаномовних становила 3,6 % від усіх жителів.
За віковим діапазоном населення розподілялося таким чином: 29,2 % — особи молодші 18 років, 62,7 % — особи у віці 18—64 років, 8,1 % — особи у віці 65 років та старші. Медіана віку мешканця становила 32,0 року. На 100 осіб жіночої статі у місті припадало 98,9 чоловіків;  на 100 жінок у віці від 18 років та старших — 93,6 чоловіків також старших 18 років.
Середній дохід на одне домашнє господарство  становив 59 676 доларів США (медіана — 58 750), а середній дохід на одну сім'ю — 63 123 долари (медіана — 67 045). Медіана доходів становила 43 864 долари для чоловіків та 35 000 доларів для жінок. За межею бідності перебувало 19,3 % осіб, у тому числі 27,2 % дітей у віці до 18 років та 9,6 % осіб у віці 65 років та старших.
Цивільне працевлаштоване населення становило 770 осіб. Основні галузі зайнятості: виробництво — 29,6 %, освіта, охорона здоров'я та соціальна допомога — 20,5 %, роздрібна торгівля — 18,6 %.